# Karl Link
Karl Link (Herrenberg, 27 de julho de 1942) é um ex-ciclista de pista alemão. Juntamente com seus companheiros de equipe, Link ganhou a medalha de ouro na perseguição por equipes nos Jogos Olímpicos de 1964, em Tóquio; e a medalha de prata nas Olimpíadas de 1968, na Cidade do México.